# USピストイエーゼ1921
USピストイエーゼ1921（Unione Sportiva Pistoiese 1921）はイタリアのトスカーナ州ピストイアを本拠地とするサッカークラブチームである。2021-22シーズンはセリエCに所属している。

## 歴史
1921年にUSピストイエーゼ（Unione Sportiva Pistoiese）として創設。1920年代にトップリーグに所属したことはあるが、以降は下部リーグでの戦いが続いた。
1970年代後半、マルチェロ・メラーニ会長の下、久々にセリエB昇格を果たすと、マルチェロ・リッピらを擁して1980-81シーズンにはセリエAへの参戦を果たしたが、わずか1シーズンで降格となった。前後してメラーニ会長、リッピらの退団で急速にチーム力は低下し、1985-86シーズンにはセリエC2降格。さらに財政問題でチームは破綻。新チーム、ACヌオーヴァ・ピストイエーゼ1988（Associazione Calcio Nuova Pistoiese 1988）としてアマチュアリーグから再スタートを切った。
1990年にチーム名からNuova（新しい）を外し、ACピストイエーゼ（Associazione Calcio Pistoiese）と改名したチームは、1991年にセリエC2、93年にはC1に復帰。1995-96シーズン、1999-2000シーズンから3シーズンにわたってセリエBにも在籍した。
しかし、レガ・プロ・プリマ・ディヴィジオーネに所属した2008-09シーズン終了後、チームは再び財政危機に陥り、翌シーズンのリーグ戦登録を認められず。2009年8月、USピストイエーゼ1921として、地域リーグのエッチェッレンツァから再出発を図ることになった。

## タイトル

### 国内タイトル
なし

### 国際タイトル
なし

## 過去の成績
| シーズン | ディビジョン           | ディビジョン | ディビジョン | ディビジョン | ディビジョン | ディビジョン | ディビジョン | ディビジョン | ディビジョン | コッパ・イタリア |
| シーズン | リーグ                 | 試           | 勝           | 分           | 敗           | 得           | 失           | 勝ち点       | 順位         | コッパ・イタリア |
| -------- | ---------------------- | ------------ | ------------ | ------------ | ------------ | ------------ | ------------ | ------------ | ------------ | ---------------- |
| 2009-10  | エッチェッレンツァ     | 34           | 21           | 7            | 6            | 53           | 27           | 70           | 2位          | —                |
| 2010-11  | エッチェッレンツァ     | 34           | 23           | 9            | 2            | 64           | 16           | 78           | 1位          | —                |
| 2011-12  | セリエD ・ジローネD    | 38           | 14           | 12           | 12           | 65           | 50           | 54           | 7位          | —                |
| 2012-13  | セリエD ・ジローネD    | 34           | 18           | 9            | 7            | 65           | 34           | 63           | 5位          | —                |
| 2013-14  | セリエD ・ジローネE    | 34           | 22           | 11           | 1            | 78           | 28           | 77           | 1位          | —                |
| 2014-15  | レガ・プロ ・ジローネB | 38           | 11           | 11           | 16           | 45           | 62           | 44           | 14位         | —                |
| 2015-16  | レガ・プロ ・ジローネB | 34           | 9            | 12           | 13           | 29           | 35           | 39           | 12位         | —                |
| 2016-17  | レガ・プロ ・ジローネA | 38           | 10           | 14           | 14           | 42           | 43           | 44→43        | 13位         | —                |
| 2017-18  | セリエC ・ジローネA    | 36           | 10           | 16           | 10           | 44           | 47           | 46           | 10位         | —                |
| 2018-19  | セリエC ・ジローネA    | 37           | 9            | 8            | 20           | 36           | 47           | 35           | 15位         | 1回戦敗退        |
| 2019-20  | セリエC ・ジローネA    | 27           | 6            | 15           | 6            | 24           | 22           | 33           | 12位         | —                |
| 2020-21  | セリエC ・ジローネA    | 38           | 8            | 7            | 23           | 27           | 52           | 31           | 18位         | —                |
| 2021-22  | セリエC ・ジローネB    | 38           | 8            | 12           | 18           | 40           | 59           | 36           | 17位         | —                |
| 2022-23  | セリエC ・ジローネB    |              |              |              |              |              |              |              | 位           |                  |

## 歴代監督
- マルチェロ・リッピ 1987-1988
- ジャンピエロ・ヴェントゥーラ 1989-1992
- ワルテル・マッツァーリ 2002-2003
- マッシモ・フィッカデンティ 2003-2004
- モレノ・トリチェッリ 2009
- アレッサンドロ・ビリンデッリ 2011
- クリスティアーノ・ルカレッリ 2014

## 歴代所属選手
- マルチェロ・リッピ 1979-1982
- ルイジ・アポローニ 1984-1986
- ニコラ・レグロッターリエ 1996-1997
- マッシミリアーノ・アッレグリ 2000-2001
- アンドレア・バルツァッリ 2000-2001